# Серзеделу (Гімарайнш)
Серзеделу (порт. Serzedelo; МФА: [sɨɾ.zɨ.ˈde.ɫu]) — парафія в Португалії, у муніципалітеті Гімарайнш. Розташована в північно-західній частині країни, на теренах історичної португальської провінції Дору-Міню. Входить до складу округу Брага. За адміністративним поділом, чинним до 1976 року, терени парафії були складовою провінції Міню. Належить до Бразької архідіоцезії Католицької церкви. Патрон — свята Христина. Площа — 5,1386 км². Населення — 3630 ос. (2011). Сильно урбанізований регіон. Густота населення — 706,42 осіб/км²
. Код — 030866.

## Населення
| Кількість мешканців | Кількість мешканців | Кількість мешканців | Кількість мешканців | Кількість мешканців | Кількість мешканців | Кількість мешканців | Кількість мешканців | Кількість мешканців | Кількість мешканців | Кількість мешканців | Кількість мешканців | Кількість мешканців | Кількість мешканців | Кількість мешканців |
| ------------------- | ------------------- | ------------------- | ------------------- | ------------------- | ------------------- | ------------------- | ------------------- | ------------------- | ------------------- | ------------------- | ------------------- | ------------------- | ------------------- | ------------------- |
| 1864                | 1878                | 1890                | 1900                | 1911                | 1920                | 1930                | 1940                | 1950                | 1960                | 1970                | 1981                | 1991                | 2001                | 2011                |
| 593                 | 639                 | 736                 | 853                 | 935                 | 907                 | 1 067               | 1 454               | 2 266               | 2 922               | 3 078               | 3 739               | 4 057               | 4 073               | 3 680               |